# Atletica leggera ai XVII Giochi del Mediterraneo - 1500 metri piani T54 maschili
Le gare di atletica leggera nella categoria 1500 metri piani T54 maschili (riservata quindi ad atleti in carrozzina) si sono tenute il 26 e 27 giugno 2013 al Nevin Yanıt Atletizm Kompleksi di Mersin.

## Calendario
Fuso orario EET (UTC+3).
| Data      | Ora   | Turno    |
| --------- | ----- | -------- |
| 26 giugno | 18:10 | Batterie |
| 27 giugno | 18:45 | Finale   |

## Risultati
I 12 atleti vengono inquadrati in due batterie da 6 velocisti ciascuna. Si qualificano alla finale i primi dieci tempi.

### Batterie
| Pos. | Nome                   | Nazione | Tempo   | Batt. | Corsia | Note |
| ---- | ---------------------- | ------- | ------- | ----- | ------ | ---- |
| 1    | Julien Casoli          | Francia | 3'20"52 | 2     | 1      | Q    |
| 2    | Yassine Gharbi         | Tunisia | 3'20"55 | 2     | 1      | Q    |
| 3    | Fethi Zouinkhi         | Tunisia | 3'23"26 | 1     | 1      | Q    |
| 4    | Roger Puigbò Verdaguer | Spagna  | 3'23"55 | 1     | 2      | Q    |
| 5    | Giandomenico Sartor    | Italia  | 3'31"51 | 1     | 3      | Q    |
| 6    | Ömer Cantay            | Turchia | 3'36"58 | 2     | 3      | Q    |
| 7    | Federico Mestroni      | Italia  | 3'36"88 | 2     | 4      | Q    |
| 8    | Birol Kamar            | Turchia | 3'43"84 | 1     | 4      | Q    |
| 9    | Abdelfattah Bammou     | Marocco | 3'44"20 | 1     | 5      | Q    |
| 10   | Walid Elhadidy         | Egitto  | 3'44"57 | 2     | 5      | Q    |
| 11   | Fettah Taibi           | Marocco | 4'03"67 | 2     | 6      |      |
| 12   | Mahmoud Sawah          | Egitto  | 4'11"86 | 1     | 6      |      |

### Finale
| Pos. | Atleta                 | Nazionalità | Tempo   | Note |
| ---- | ---------------------- | ----------- | ------- | ---- |
|      | Julien Casoli          | Francia     | 3'26"66 |      |
|      | Roger Puigbò Verdaguer | Spagna      | 3'26"70 |      |
|      | Yassine Gharbi         | Tunisia     | 3'26"81 |      |
| 4    | Fethi Zouinkhi         | Tunisia     | 3'27"03 |      |
| 5    | Ömer Cantay            | Turchia     | 3'31"67 |      |
| 6    | Giandomenico Sartor    | Italia      | 3'33"59 |      |
| 7    | Federico Mestroni      | Italia      | 3'35"27 |      |
| 8    | Birol Kamar            | Turchia     | 3'40"21 |      |
| 9    | Walid Elhadidy         | Egitto      | 3'45"60 |      |
| 10   | Abdelfattah Bammou     | Marocco     | -       | DNF  |